# Hexachloroplatinate d'ammonium
L'hexachloroplatinate d'ammonium, également appelé  chloroplatinate d'ammonium, est un hexachloroplatinate de formule (NH4)2[PtCl6]. Il s'agit d'un des rares exemples de sel de platine (IV) soluble qui n'est pas hygroscopique. Dans l'eau, il forme une solution jaune.

## Préparation et structure
(NH4)2[PtCl6] est constitué de cations tétraédriques d'ammonium et d'anions octaédriques [PtCl6]2− séparés. Il est généralement synthétisé sous la forme d'un fin précipité jaune par réaction entre une solution d'acide hexachloroplatinique et une solution de sel d'ammonium, :
{\displaystyle \mathrm {H_{2}[PtCl_{6}]+2\ NH_{4}Cl\longrightarrow (NH_{4})_{2}[PtCl_{6}]\downarrow +2\ HCl} }.
Ce complexe est si faiblement soluble qu'il est utilisé pour isoler le platine du minerai et des résidus recyclés,.
Analysé par cristallographie aux rayons X, le sel révèle une cristallisation en un motif cubique rappelant la structure de la fluorite. Il cristallise dans le groupe d'espace Fm3m (no  225). Les centres [PtCl6]2− sont octaédriques. Les centres NH4+ sont liés par liaison hydrogène aux ligands chlorures.

## Utilisations et réactions
L'hexachloroplatinate d'ammonium est utilisé pour le placage du platine. Le chauffage de (NH4)2[PtCl6] sous un courant d'hydrogène à 200 °C produit de l'éponge de platine. En réaction avec le chlore, cette éponge donne H2PtCl6.
Lorsque l'hexachloroplatinate d'ammonium est chauffé à haute température, il se décompose, en plusieurs étapes, donnant globalement :
{\displaystyle \mathrm {3\ (NH_{4})_{2}[PtCl_{6}]\ {\xrightarrow {1000\ ^{\circ }C}}\ 3\ Pt+2\ NH_{4}Cl+16\ HCl+2\ N_{2}} }.
Il réagit avec l'acétate de cuivre(II) et le sulfure d'hydrogène, H2S pour donner des complexes cuivre-platine utilisés comme matériaux diamagnétiques et semi-conducteurs.